# Cheqiao (köpinghuvudort i Kina, Jiangxi Sheng, lat 29,36, long 115,46)
Cheqiao är en köpinghuvudort i Kina. Den ligger i provinsen Jiangxi, i den sydöstra delen av landet, omkring 86 kilometer nordväst om provinshuvudstaden Nanchang. Antalet invånare är 8 508. Befolkningen består av 4 168 kvinnor och 4 340 män. Barn under 15 år utgör 21,0 %, vuxna 15-64 år 69 %, och äldre över 65 år 9,0 %.
Runt Cheqiao är det ganska tätbefolkat, med 199 invånare per kvadratkilometer. Närmaste större samhälle är Nanyi, 16,3 km nordväst om Cheqiao. I omgivningarna runt Cheqiao växer i huvudsak blandskog.
Genomsnittlig årsnederbörd är 2 141 millimeter. Den regnigaste månaden är maj, med i genomsnitt 334 mm nederbörd, och den torraste är januari, med 59 mm nederbörd.